# Talking Heads (Fernsehen)
Talking Heads bezeichnet insbesondere in den USA ein TV-Politformat, in dem sich Kolumnisten und Journalisten engagieren. Die Kameras sind in der Regel ausschließlich auf die Oberkörper der Protagonisten gerichtet und zeigen „sprechende Köpfe“.

## USA
Verschiedene Polit-Talk-Formate dieser Art konkurrieren seit Jahren in den USA. Am 31. März 2013 wurde z. B. unter der Überschrift Sunday Talking Heads (TV SoundOFF) über ein Fox-„Talking Heads“-Gespräch zwischen Chris Wallace und Mark Kelly zum Thema Waffenrecht berichtet. Ein anderes Talking-Heads Forum ist C-Span. Einen kleineren Skandal gab es, als ein „Talking Head“ (Melissa Harris-Perry) in der MSNBC-Runde ungeborene menschliche Babys „Dinge“ genannt hatte.

## Deutschland
Ein Klassiker unter den westdeutschen Talk-Formaten war Der Internationale Frühschoppen von 1952 bis 1987 mit jeweils sechs Journalisten aus fünf Ländern unter der Gesprächsführung von Werner Höfer. Ohne dass der Begriff damals geläufig war, handelte es sich um (drinking) „Talking Heads“. Am 9. April 2013 startete der RBB-Moderator Jörg Thadeusz seine Sendung Thadeusz und die Beobachter. Dort lädt er abweichend von bekannten Talkshows jeweils vier Journalisten und Kolumnisten ein, die nicht unbedingt die Fachautoritäten des Themas sind, aber moderiert miteinander diskutieren.